# Política comercial

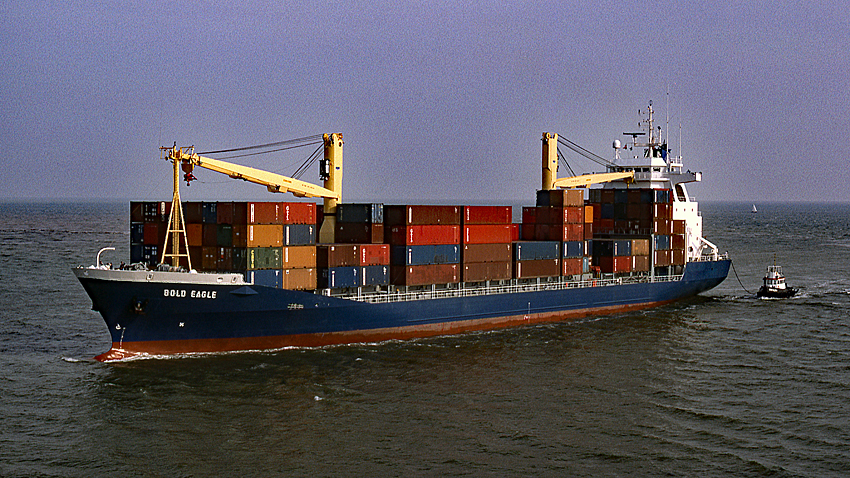
Buque portacontenedores, el vehículo a través del cual se realiza buena parte del comercio mundial

La política comercial,  política de comercio o política mercantil es el conjunto de iniciativas del gobierno de un país sobre comercio internacional, es decir, sobre la importación y exportación de productos y servicios (denominados conjuntamente "bienes") de ese país a otros. La política comercial de un país en un momento determinado puede situarse en una escala entre los extremos de libre comercio (ninguna restricción al comercio) y proteccionismo (muchas restricciones, para proteger a los productores locales). En ocasiones varios países pueden acordar una política comercial común respecto a otros, formando por ejemplo una unión aduanera, como lo son la Unión Europea o el Mercosur. La política comercial de al menos 2 gobiernos de países distintos puede plasmarse en un pacto comercial, acuerdo comercial o tratado comercial entre esos 2 países, o más (existen tratados comerciales que han firmado muchos países). Estos tratados, de negociación muy compleja, fomentan una política comercial estable a largo plazo, porque suele ser muy complicado cambiarlos según los diferentes vaivenes que la economía mundial inflija a cada uno de los firmantes.

## Instrumentos de una política comercial

### Aranceles

#### A la importación.
Los aranceles son un impuesto a la importación de bienes. Más que una tasa fija por unidad de producto, suelen ser un recargo porcentual sobre el precio del producto (ad valorem). Los aranceles aumentan el precio de las importaciones y suelen ser cobrados por el país al que los bienes están siendo importados. Los Estados suelen utilizar los aranceles para asegurar que los bienes producidos en el país sean competitivos respecto a los producidos en el exterior. También pueden tener un fin meramente recaudatorio. 
Desde mediados del siglo XX han disminuido significativamente los porcentajes arancelarios aplicados a las importaciones, porque los países generalmente han visto que así se promueve el comercio internacional y el desarrollo económico. A principios de 2017 la administración Trump empezó a imponer aranceles a determinados productos, por ejemplo uno del 34,75 % sobre la aceituna negra. Los países que los exportaban a Estados Unidos tomaron represalias imponiendo aranceles a productos estadounidenses. Los aranceles pueden imponerse a un producto determinado (por ejemplo, acero), venga del país que venga, con la posibilidad de aplicar exenciones a ciertos países; pueden aplicarse a todos los productos que provengan de un determinado país; o pueden ser tan específicos como determine la política comercial, aplicándose solo a un determinado producto de un determinado país y solo en determinadas condiciones.

#### A la exportación
Los aranceles a la exportación son un impuesto a empresas o particulares de un país que venden al exterior determinados bienes generados en ese país. Son mucho menos habituales que los aranceles a la importación, de modo que, cuando se habla de aranceles, a secas, se refiere a los de importación. Cuando se quiere hablar de aranceles a la exportación, se menciona expresamente que son de este tipo. Tienen la finalidad de dificultar la exportación de un bien para impedir que haya escasez en el país, o que su precio nacional suba mucho. Por ejemplo, en 2018 Argentina tenía un arancel a la exportación de soja.

### Cuotas

#### A la importación
Las cuotas de importación son limitaciones a la cantidad de bienes que puede importar un país. Generalmente, una cuota de importación se impone para un periodo concreto de tiempo, siendo el año el más común. Algunas cuotas limitan las unidades de un bien (por ejemplo, automóviles) que se pueden importar mientras que otras lo que hacen es limitar el valor de los bienes importados. Los objetivos de las cuotas pueden ser: 
- proteger los intereses de determinado sector productivo de un país,
- impedir que se creen o amplíen déficits comerciales,
- contestar a políticas restrictivas de otros países.[5]

Las cuotas son compatibles con los aranceles, de modo que es posible que un producto sujeto a cuota lleve, además, un arancel.

#### A la exportación
En determinados países y para ciertos bienes también existen, o han existido, cuotas de exportación, pero son menos habituales. Se imponen cuando se quiere evitar el desabastecimiento de un bien, porque a los productores nacionales les sale mucho más a cuenta venderlo en el extranjero. Por ejemplo en 2016 China aplicaba cuotas a la exportación de cobalto, magnesio y tantalio.
Con las cuotas pasa como con los aranceles: cuando se habla de cuotas a secas, se están mencionando las de importación, mucho más habituales.

### Subvenciones a la exportación
Cuando en un país existe exceso de algún bien, y reducir la capacidad productiva (tanto en términos de personas como de instalaciones) se considera demasiado doloroso, puede recurrirse a subvencionar las exportaciones de ese bien a otros países. Esto se considera una práctica comercial internacional desleal, y puede llegar al dumping (venta por debajo del coste de producción). Los países afectados pueden tomar medidas antidumping.

### Campañas contra las importaciones
Consisten en declaraciones agresivas de dirigentes políticos que exhortan a comprar productos nacionales. No se ha observado que tengan un efecto significativo en las preferencias de los consumidores.

### Otras barreras no arancelarias
Además de las cuotas, los países pueden tomar múltiples medidas distintas de los aranceles para dificultar que a su mercado accedan empresas extranjeras: obligarlas a contar con un socio nacional mayoritario, fabricar en el país, requisitos técnicos o sanitarios del producto distintos de los exigidos a fabricantes nacionales, etc. Todas estas medidas pueden formar un tejido normativo muy complejo y cuestionable, ya que los países disponen de soberanía para regular, respetando las leyes internacionales, cómo deben hacerse las cosas en su territorio. Por ejemplo los consumidores europeos pueden desear que a la carne que compran no le añadan hormonas, mientras que a los estadounidenses puede no importarles.

### Embargo
Aunque el embargo que un país decreta sobre otro (la prohibición de comerciar entre los dos, total o limitada a determinados bienes) no es estrictamente un instrumento de la política comercial, sino más bien de la política exterior, la amenaza de un embargo puede ser esgrimida como baza en negociaciones comerciales.

## Tipos de políticas comerciales

### Librecambismo
El Estado no interviene en el comercio internacional, no fija aranceles y permite sin trabas los flujos de bienes. Este es un extremo casi teórico, pero útil para entender el posicionamiento de una determinada política comercial y su evolución.

### Proteccionismo
El Estado establece toda clase de barreras, arancelarias y no arancelarias, a las importaciones de bienes con la finalidad declarada de proteger a los trabajadores e industrias del país.

### Regionalismo
El regionalismo, o los acuerdos regionales de comercio (RTA por sus siglas en inglés), son pactados por los países de una región del mundo para fomentar el comercio internacional en ella. Los RTA han sido descritos por sus partidarios como un medio para aumentar los intercambios internacionales con el objetivo de fusionarse finalmente en tratados comerciales más ambiciosos, ya sean bilaterales (entre solo 2 países) o multilaterales (firmados por más de 2 países). El alcance relativamente local de los RTA también es útil para resolver cuestiones comerciales sin bloquear otros acuerdos de comercio. Los críticos de los RTA dicen que son un estorbo a la negociación comercial porque pueden ser desequilibrados o beneficiar injustamente a alguno de los firmantes sobre los otros, particularmente si algunos de los participantes son naciones que siguen en desarrollo.
Cuando China fue aumentando en prominencia y poder económico, adoptó el regionalismo como método estratégico para igualar la partida con Europa y los Estados Unidos. En 2000, China firmó el acuerdo de Bangkok con la Asociación de Naciones del Sudeste Asiático (ASEAN por sus siglas en inglés) para reducir aranceles en la región. La firma del acuerdo dio el pistoletazo de salida para un acuerdo de libre comercio formal entre China y la ASEAN. Sin embargo las tensas relaciones entre China y otras naciones asiáticas como Japón han impedido que se logre el mismo nivel de acuerdos para el libre comercio (FTA por sus siglas en inglés) con los países del nordeste de Asia.

### Acuerdos comerciales bilaterales
Cuándo 2 países llegan a un acuerdo comercial bilateral, esencialmente se están dando recíprocamente un trato favorable especial respecto a otros países. Este trato pueden incluir una rebaja de aranceles en productos y servicios. Los Estados Unidos han firmado tratados de este tipo, como el de Israel en el período 1980-1990 o el Tratado de Libre Comercio de América del Norte (conocido por sus siglas en inglés, NAFTA), en 1994, que en 2018 fue reemplazado por el Tratado entre México, Estados Unidos y Canadá. 
Los expertos que apoyan tales acuerdos sostienen que aumentan la competencia y ofrecen mayores mercados a las empresas de ambos países. Quienes los critican aducen que un gran país como Estados Unidos puede utilizar injustamente estos acuerdos para forzar a países más pequeños a condiciones de apertura de sus mercados mucho más duras (con graves consecuencias para los sectores productivos afectados) que las ya requeridas por la Organización Mundial del Comercio (OMC).
Las relaciones entre la Unión Europea (UE) y Corea del Sur han llevado a ambas partes a firmar varios acuerdos comerciales bilaterales. En 2009 firmaron el Tratado de Libre Comercio entre Corea del Sur y Unión Europea. La firma de este acuerdo creó la segunda mayor zona mundial de libre comercio después del NAFTA. El acuerdo supuso aumentar los beneficios comerciales entre los participantes, así como un mayor reto para los Estados Unidos.

### Acuerdos comerciales preferenciales
Los acuerdos preferentes (PTA por sus siglas en inglés) implican a países que desean promover intereses específicos mutuos diferentes del intercambio de bienes por mor del puro desarrollo económico. Son distintos de los acuerdos no discriminatorios que promueve la OMC. Los países se han inclinado por los acuerdos preferenciales desde el período 1950-1960 porque muestran sus beneficios más rápidamente. Un típico argumento a favor es que permiten a las empresas abrir mercados que de otra forma estarían cerrados para ellas, y por tanto secundan el impulso hacia el libre comercio que una mayoría de países propugna. Tienen mayor probabilidad de llegar a estos acuerdos preferentes las naciones con niveles similares de producto interior bruto (PIB), economías más diversificadas y posición relativa semejante respecto al resto del mundo. Estos acuerdos también pueden establecerse entre regiones enteras del mundo. El NAFTA, la Unión Europea y la ASEAN son ejemplos de acuerdos regionales preferentes.
Quienes se oponen a estos acuerdos argumentan que aumentan la importancia del lugar donde se ha fabricado un producto para aplicarle aranceles. La certificación del origen de un producto también deja injustamente atrás a países más pequeños que tienen menos recursos para gastar. Otros argumentan que estos acuerdos pueden obstaculizar las negociaciones para resolver disputas comerciales y ponen énfasis en el país más poderoso.

## Teorías sobre política comercial
La política comercial ha sido polémica desde los días del mercantilismo. La disciplina denominada Economía política (no confundir con política económica) se ha desarrollado en una gran parte como un esfuerzo para aclarar los efectos de las diversas políticas comerciales. En la página Comercio internacional pueden verse las diversas teorías que se han ido formulando (ventaja absoluta, ventaja comparativa, gravedad del comercio, etc.). Cada una de estas teorías, creídas o rechazadas por diversos gobiernos, ha dado lugar a diversas políticas comerciales que han propiciado la evolución del comercio en el mundo. Actualmente el tema más caliente en política económica es el papel de las cadenas de valor mundiales: al estar compuestos los productos comercialmente más interesantes (coches, aparatos electrónicos) de múltiples componentes procedentes de diferentes países, imponer restricciones en un país de la cadena puede tener efectos inesperados y contrarios a los que se deseaban.

## Eficacia de una política comercial
Lo primero que debe tener en cuenta un país al diseñar una política comercial son los medios de que dispone para aplicarla. Por ejemplo, si considera una política de aranceles altos, deberá disponer de una infraestructura de vigilancia de sus fronteras para prevenir el contrabando y medios bancarios y administrativos para que los importadores puedan abonar esos aranceles. Si no dispone de todo eso, o no lo puede pagar, es mejor que considere otras políticas.
Para que se pueda determinar la eficacia de una nueva política comercial, quienes la promueven hasta conseguir ponerla en marcha deben haber explicitado antes sus objetivos, que suelen ser:
- Promover el desarrollo económico.
- Mantener el empleo en el país, o reducir el desempleo.
- Industrializarse, reindustrializarse o frenar la desindustrialización.
- Proteger determinados sectores agrícolas: por ejemplo Japón aplicaba en 2015 un arancel del 800 % al arroz importado con el fin de proteger a sus agricultores.[18]
- Reducir el déficit comercial, o paliar su aumento.
- Contestar a lo que se considera un trato injusto a ese país.

Una vez que la nueva política comercial lleva varios años en marcha se puede evaluar si se han conseguido sus objetivos. Esto puede ser complicado, porque en estos objetivos pueden influir muchos otros factores (crisis o auges económicos, cambios tecnológicos, etc.) y deben separarse sus efectos. La mayoría de los economistas consideran que una liberalización del comercio (rebaja de aranceles y barreras no arancelarias) propicia un mayor crecimiento económico. No obstante algunos piensan que es el crecimiento económico el que propicia un mayor comercio.

## Relaciones de la política comercial con otras políticas
Lista de las políticas públicas (política económica, política tecnológica, etc.)
- La política comercial es una parte importante de la política económica.
- La política comercial está fuertemente relacionada con la política exterior: por un lado la mayoría de los países estarán interesados en ejercer labor diplomática con los fines de abrir mercados para sus empresas y llegar a acuerdos comerciales. Por otro lado, si entre dos países surgen desavenencias, las represalias comerciales, en forma de aumento de aranceles o restricciones de otro tipo, suelen ser las primeras que se imponen.[21]
- En la política internacional las cuestiones comerciales tienen una importancia capital.[22]
- Los vínculos entre la política comercial y la política fiscal no son muy fuertes, excepto si el país utiliza los aranceles con fines recaudatorios y decide aumentarlos en un momento de baja recaudación. Eso puede afectar a sus exportaciones y suscitar el descontento de los países de los que importa bienes.
- Se puede decir que la política comercial y la política cambiaria van de la mano: por un lado, a un país que exporta le interesa mantener baja su divisa para facilitar esa actividad, llegándose incluso a acusaciones de manipulación de divisas.[23] Por otro lado, a un país que importa le interesa que su divisa no se deprecie para que las importaciones no se encarezcan y se disparen la inflación y el déficit de la balanza de pagos.
- La política comercial y la política pesquera están muy relacionadas: si un país dispone de pesca abundante y flota para explotarla, le interesará tener abiertos los mercados de los posibles países consumidores; si dispone de pesca, pero no de flota, procurará llegar a acuerdos con otros países que tengan flota, a cambio, por ejemplo de que permitan la entrada a sus productos agrícolas;[24] y si tiene flota, pero poca pesca, intentará utilizar caladeros de otros países, llegando a acuerdos de contrapartidas normalmente comerciales.
- También existen muchos vínculos entre la política comercial y la política industrial: si un país quiere industrializarse, reindustrializarse o frenar su desindustrialización, normalmente intentará atraer la inversión fabril extranjera, ofreciendo terrenos, ventajas fiscales o de otro tipo. Asimismo procurará que los bienes producidos por las nuevas industrias, y las existentes, tengan fácil salida al mercado internacional.
- Por razones análogas la política comercial y la política agraria se encuentran muy vinculadasː si un país produce muy caro un cultivo, fijará aranceles altos para proteger a sus productores.[18] Y a la inversaː si lo produce barato y en cantidad, le interesará tener abiertos los mercados internacionales para exportarlo.
- Pueden existir interacciones entre la política comercial de un país y su política climática, especialmente si propugna un arancel ambiental, o se opone a él.
- La política comercial puede influir mucho en la política tecnológica, por ejemplo rebajando los aranceles a determinada tecnología que se quiere que adopte el país, encareciéndolos a tecnologías indeseadas, o forzando a que las empresas extranjeras que se instalen cedan tecnología.[25]
- La política comercial y la política turística pueden interactuar: resulta difícil atraer personas extranjeras a la vez que se intenta limitar la entrada de bienes extranjeros. Si un país adopta significativas medidas proteccionistas, eso suscita cierto rechazo mundial hacia él, lo que no favorece el turismo.[26]
- Se dan sinergias entre la política comercial y la política de defensa: por un lado, la alianza militar en la que decida encuadrarse un país condicionará los proveedores de equipamiento militar que puede elegir. Turquía, miembro de la OTAN, suscitó en 2019 el enfado de sus aliados al comprar misiles rusos.[27] Por otro lado un país puede decidir apoyar militarmente a sus proveedores estratégicos (caso de EE. UU. y Arabia Saudita con el petróleo).[28]
- Otras políticas como la educativa o la sanitaria guardan generalmente menos relación con la política comercial.